# Rhacophorus owstoni
Espèce
Synonymes
- Polypedates owstoni Stejneger, 1907

Statut de conservation UICN

 LC  : Préoccupation mineure
Rhacophorus owstoni est une espèce d'amphibiens de la famille des Rhacophoridae.

## Répartition
Cette espèce est endémique du Japon. Elle se rencontre sur les îles de Ishigaki-jima et Iriomote-jima dans les îles Ryūkyū,.

## Description
Rhacophorus owstoni mesure de 42 à 51 mm pour les mâles et de 50 à 67 mm pour les femelles.

## Étymologie
Cette espèce est nommée en l'honneur d'Alan Owston (1853–1915).

## Publication originale
- Stejneger, 1907 : Herpetology of Japan and adjacent Territory. United States National Museum Bulletin, vol. 58, p. 1-577 (texte intégral).